# Leszek Bolibok
Leszek Stanisław Bolibok – polski leśnik, doktor habilitowany nauk rolniczych, profesor w Szkole Głównej Gospodarstwa Wiejskiego w Warszawie, specjalista od hodowli lasu oraz leśnictwa.

## Kariera naukowa
W 1992 roku na Wydziale Leśnym Szkoły Głównej Gospodarstwa Wiejskiego w Warszawie uzyskał tytuł magistra inżyniera leśnictwa. W 2001 roku na tym samym wydziale uzyskał stopień doktora nauk rolniczych w zakresie leśnictwa na podstawie rozprawy pt. Analiza prawidłowości przestrzennego rozmieszczenia drzew w drzewostanach naturalnych Białowieskiego Parku Narodowego, której promotorem był Bogdan Brzeziecki. W 1992 roku został zatrudniony na tejże uczelni, a w 2014 roku uzyskał na jej Wydziale Leśnym stopień doktora habilitowanego nauk rolniczych w dyscyplinie leśnictwo na podstawie pracy pt. Przestrzenne uwarunkowania przemian składu gatunkowego drzewostanów Białowieskiego Parku Narodowego - przeżywalność i awans dorostów.